# Sonate K. 17
Pour les articles homonymes, voir K17.
Pour un article plus général, voir Essercizi per gravicembalo.
La sonate K. 17 (F.533/L.384) en fa majeur est une œuvre pour clavier du compositeur italien Domenico Scarlatti. C'est la dix-septième sonate du seul recueil publié du vivant de l'auteur, les Essercizi per gravicembalo (1738), qui contient trente numéros.

## Présentation
La sonate K. 17 en fa majeur est notée Presto.

## Édition et manuscrits
L'œuvre est imprimée dans le recueil des Essercizi per gravicembalo publié sans doute à Londres en 1738. Une copie subsiste dans les manuscrits de Venise XIV 33 de 1742 et de Münster V 43. Dans une copie parisienne du manuscrit Roussel (F-Pa, Ms. 6784), conservée à la Bibliothèque de l'Arsenal, la sonate porte la date de 1735. La sonate figure à Saragosse (E-Zac), source 3 (1750-1751), ms. B-2 Ms. 32, fos 61v-63r, no 31 (1751–1752).

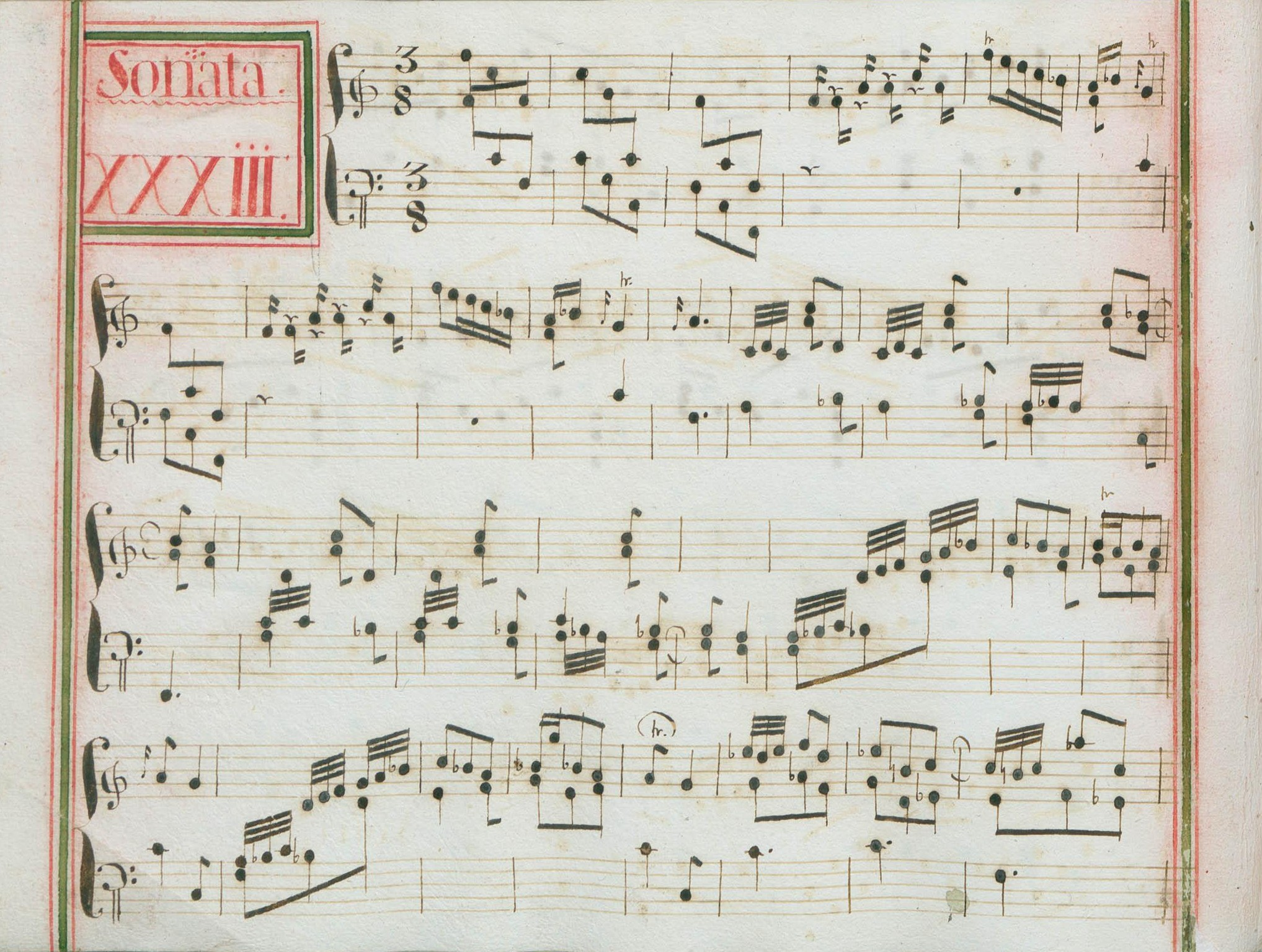
Venise XIV 33.
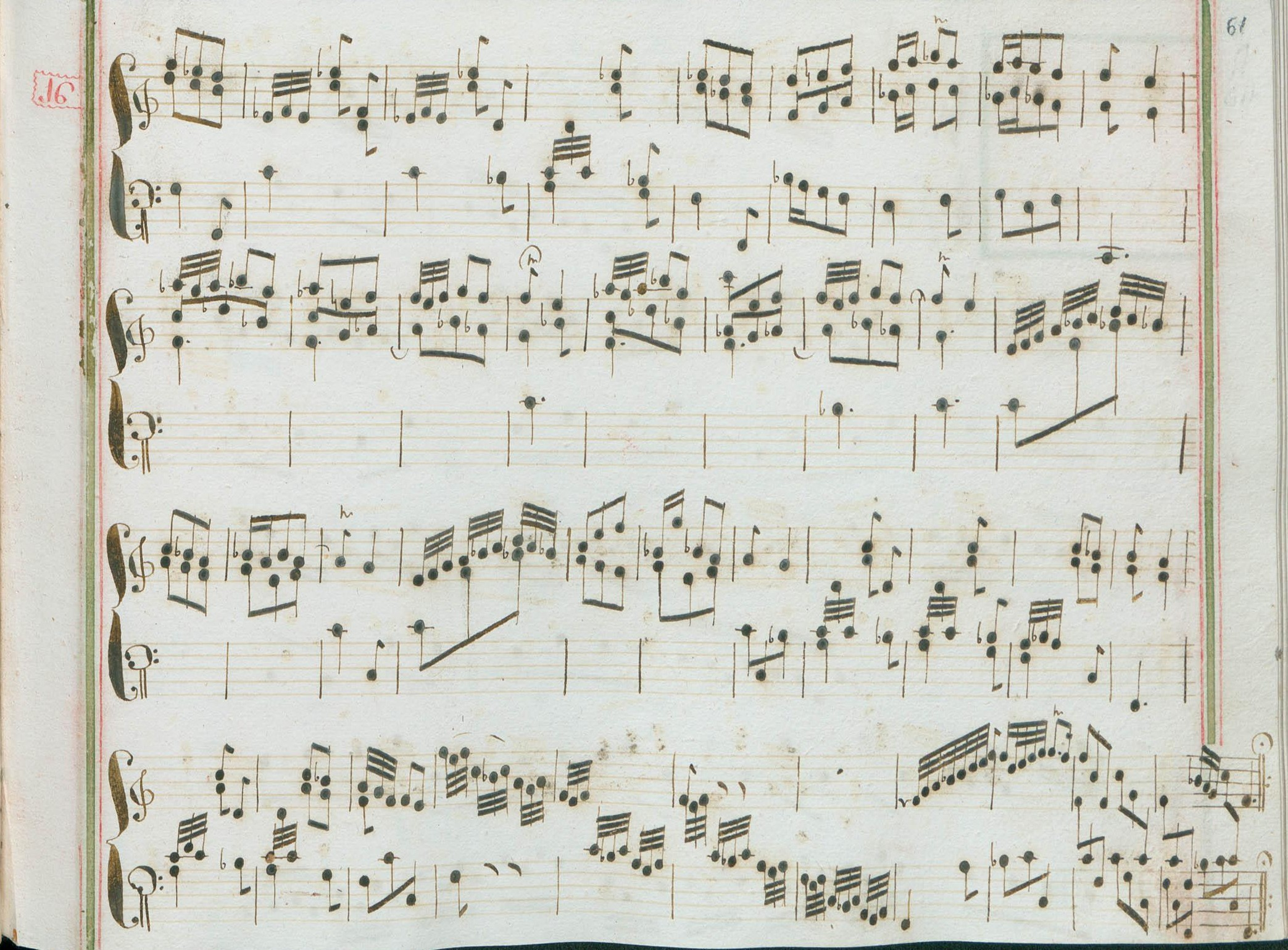
Dernière page de la sonate (Venise XIV).
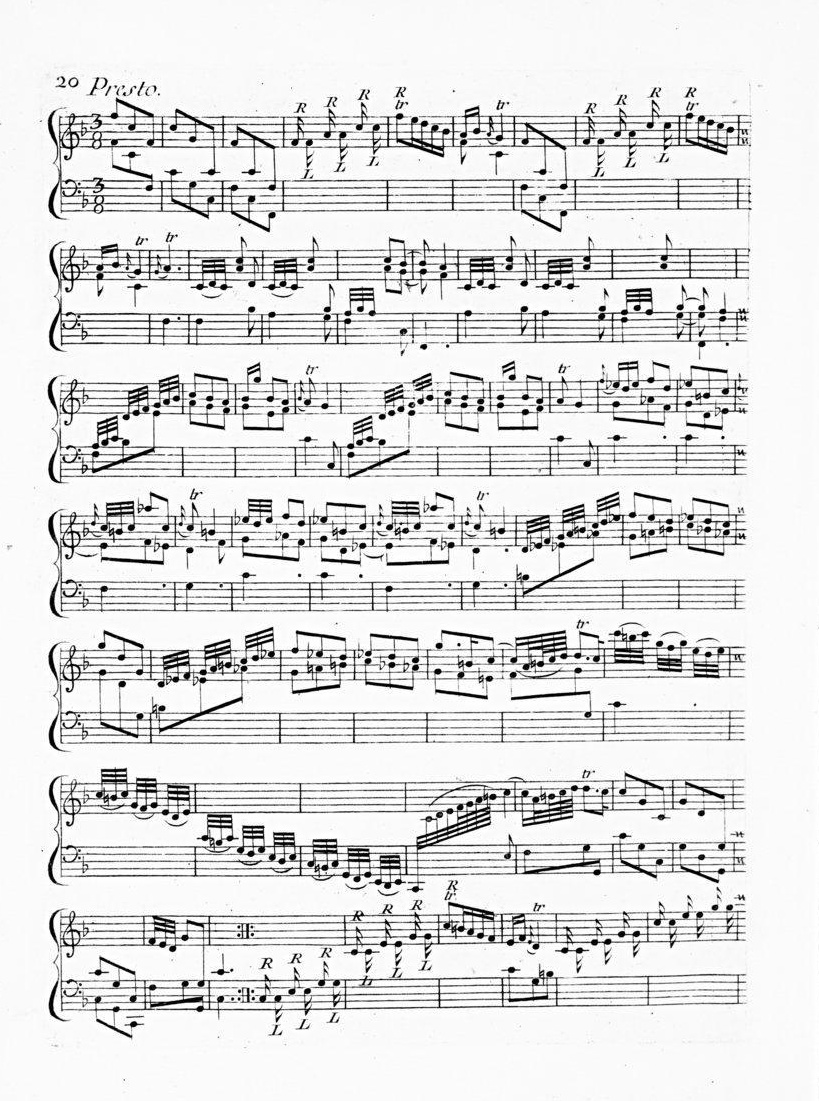
Boivin, vers 1742.
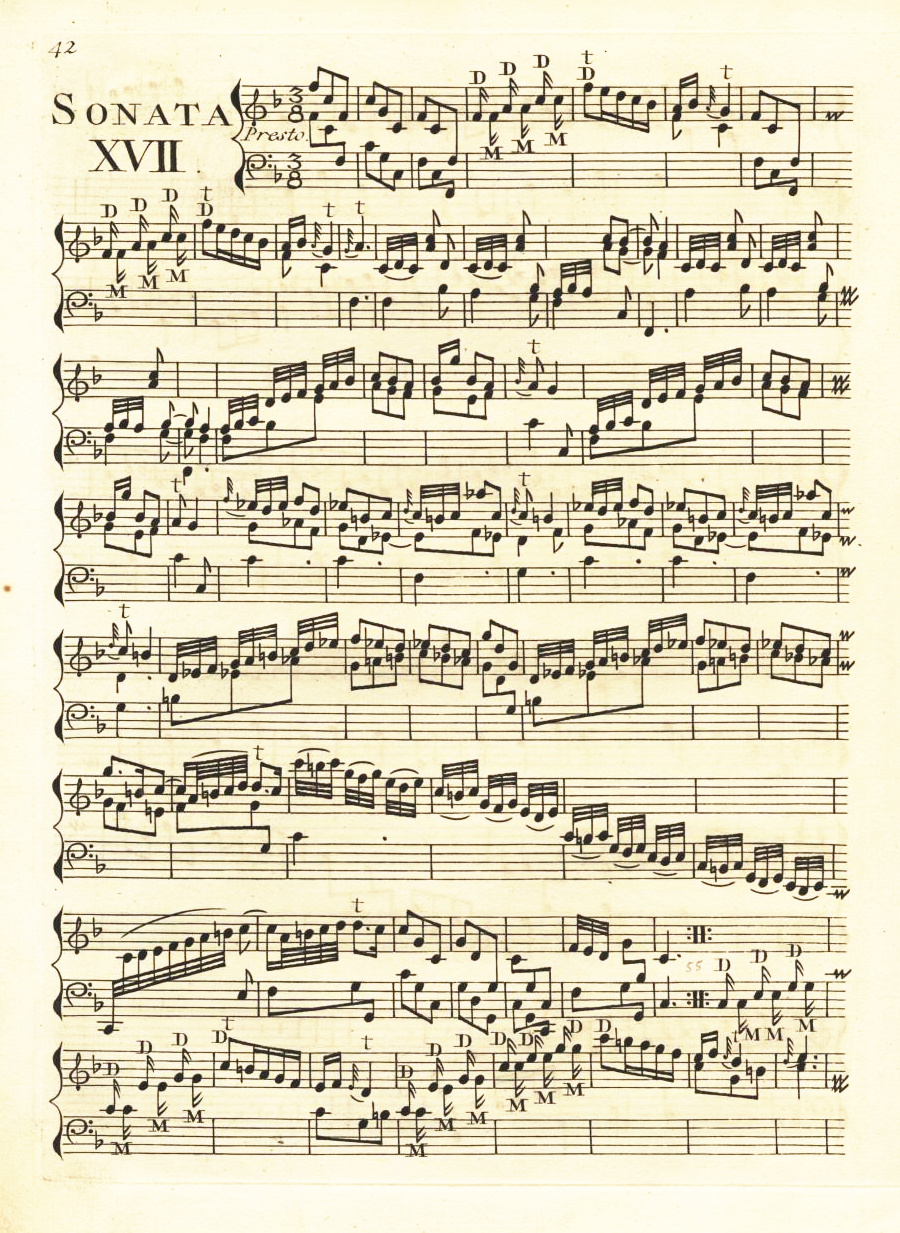
Édition d'Amsterdam, 1742.
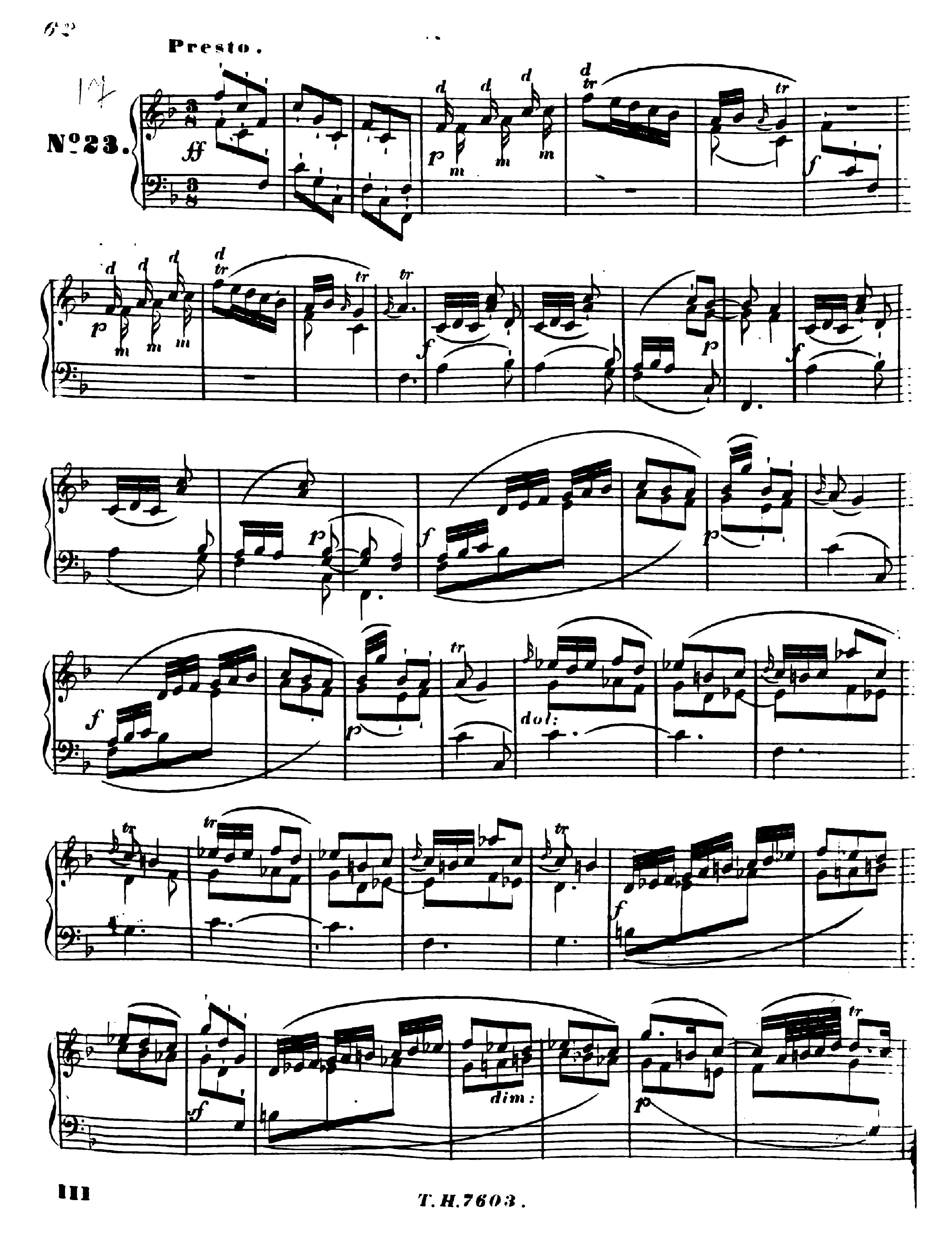
Édition Haslinger/Czerny, 1838.

## Interprètes
La sonate K. 17 est interprétée au piano, notamment par Solomon (1948), Nina Milkina (1973, Pye Records), Konstantin Scherbakov (2000, Naxos, vol. 7), Valerie Tryon (2000, APR), Carlo Grante (2009, Music & Arts, vol. 1), Dejan Lazić (2008, Channel Classics) et Andrea Molteni (2021, Piano Classics) ; au clavecin, par Wanda Landowska (1934), Scott Ross (1976, Still et 1985, Erato), Pieter-Jan Belder (2000, Brilliant Classics), Richard Lester (2004 et 2005, Nimbus, vol. 1 et 6), Kenneth Weiss (2007, Satirino), Emilia Fadini (2008, Stradivarius, vol. 11) et Hank Knox (2021, Leaf Music).

## Sources
: document utilisé comme source pour la rédaction de cet article.
- Ralph Kirkpatrick (trad. de l'anglais par Dennis Collins), Domenico Scarlatti, Paris, Lattès, coll. « Musique et Musiciens », 1982 (1re éd. 1953 (en)), 493 p. (OCLC 954954205, BNF 34689181).
- Alain de Chambure, « Domenico Scarlatti : Intégrale des sonates — Scott Ross », p. 172–175, Erato (2564-62092-2), 1985 (OCLC 891183737) .
- (es) Celestino Yáñez Navarro (thèse), Nuevas aportaciones para el estudio de las sonatas de Domenico Scarlatti. Los manuscritos del Archivo de Música de las Catedrales de Zaragoza, Université autonome de Barcelone, 2016 (lire en ligne)